# バニラ (ウルトラ怪獣)
バニラは、特撮テレビドラマ『ウルトラマン』をはじめとした「ウルトラシリーズ」に登場する架空の怪獣。別名は赤色火焔怪獣（）。

## 『ウルトラマン』に登場するバニラ
特撮テレビドラマ『ウルトラマン』第19話「悪魔はふたたび」に登場。
3億5千年前の超古代文明ミュー帝国に「赤い悪魔」と恐れられ、液状化された状態でランタン形のアンプルに封印されていた赤い古代怪獣。武器は体内に有した強大な熱エネルギーによって口から放射する2万度の高熱火炎で、周囲の生命体や物体を一瞬で焼却させる。外観は鼻が尖って口は横に開き、体は骨張ってやや平らで、大きく二股に分かれた尻尾は細く8の字状に絡み合っている。
土砂と共にダンプカーで郊外のビルの工事現場に廃棄されて風雨にさらされていた赤いアンプルから夜間に落雷の影響を受けたことで復活し、東名高速道路第四工事現場付近から進撃しながら防衛隊と科学特捜隊に夜通しで航空攻撃された末、同じく現代に復活したアボラスと旧国立競技場にて交戦する。アボラスの溶解泡を一度は火炎で相殺するが、その後はアラシの原子弾で右目を潰され、弱ったところをアボラスの溶解泡で全身を溶かされる。
- スーツアクター：田尻康博[7][15]
- 着ぐるみは新規造形[6]。その後、『快獣ブースカ』に登場したイモラへ改造された[16]。これは、『ウルトラマン』第25話に『ブースカ』主演の宮本智弘がゲスト出演したことへの返礼の意味が込められている[16]。
- デザインは成田亨によるもので、デザインイメージはタツノオトシゴ[出典 4]。
- 山田正弘が単独執筆した準備稿「前世紀からの使者」は、前世紀人と彼に操られる液体怪獣アボラスのみ登場し、バニラは登場しない[15]。その後、南川龍（野長瀬三摩地）の大幅な加筆によって決定稿「悪魔はふたたび」が起こされ、赤い怪獣バニラと青い怪獣アボラスが交戦する内容となった[15]。
- 一峰大二の漫画版「怪獣アボラスの巻」（『ぼくら』1967年1月号掲載）では火炎攻撃でウルトラマンを一度撃退し、再戦時にアボラス共々八つ裂き光輪で倒される展開となっている。また、火炎はスペシウム光線を相殺し、ウルトラマンの腕を溶かしかけるほどの火力を発揮した。なお、カラーイラストではアボラスと体色が逆転している。
- TBSの朝の情報番組『ヤング720』1966年11月4日放送分において、ウルトラマンのスーツアクターである古谷敏のゲスト出演に際し、取材役で当時同局アナウンサーだった大沢悠里の提案により、古谷の演によるウルトラマンとバニラとの格闘シーンが収録された。この時のバニラは、そのアイデアを提案した大沢自身が着ぐるみの中に入って演じた[18]。
- 書籍『ウルトラマン白書』に載っている金城哲夫の文芸ノートでは、アボラス共々宇宙怪獣と区分されている[要ページ番号]。
- 火炎は『ウルトラ怪獣攻げき技大図鑑』で「クリムゾン炎」と名づけられた[19]。

## 『ザ☆ウルトラマン』に登場するバニラ
テレビアニメ『ザ☆ウルトラマン』第27話「怪獣島浮上!!」に登場。
怪獣墓場で眠っていたが、バラドン星人によってアーストロン、ゴーストロン、レッドキング、ゴキネズラ、アボラスと共に蘇生させられたうえ、怪獣島に収容されて地球へ送り込まれる。
武器は原典と同様に口から放射する火炎で、原典では幅広かった腕が本作品ではムササビの皮膜のように薄くなっている。アボラスと戦っているうちにゴキネズラとも戦う羽目になり、その3体でレッドキングと戦闘中のウルトラマンジョーニアスを襲撃するが、あえなく3体とも倒される。
- 資料によっては、「アボラスと同士討ちの末に共倒れになった」とする旨の記述がされている[22][24]。

## 『ウルトラマンパワード』に登場するバニラ
特撮テレビドラマ『ウルトラマンパワード』第9話「復活！ 二大怪獣」（米国版サブタイトル：TAILS FROM THE CRYPTS）に登場。玩具などでは原典と区別するため、パワードバニラと称される。
3千年前に古代人の手によって石棺に封印された怪獣。「赤い悪魔」とも称されており、ウィティカー博士の音波によって棺の蓋が開かれ、現代で復活する。赤い光となって貯水池の中に入った後で出現し、原典と同様に火炎（赤色高熱火炎）を用いて敵を攻撃するが、その際には背中から排熱する描写が盛り込まれている。外見は原典と異なり、タツノオトシゴから遠ざかっている。尻尾は付け根部分が太く長い形に変更されているが、途中から細くなっているうえに先端は二股に分かれており、原典の特徴ある尾をアレンジしつつ再現している。
野性の闘争本能から同じく復活したアボラスとスタジアムにて交戦し、原典と同様に一度はアボラスの溶解泡で完全に溶かされたかに見えたが、2万3千ヘルツの音波で弱らせてから倒さなければ何度でも復活できるため、その後に光となって再生する。最後はパワードとの2対1の戦いの最中にスカイハンターから発せられた音波で弱体化し、さらにアボラスの溶解泡を再度浴びて倒れ込み、パワードのメガ・スペシウム光線でアボラスと一緒に爆砕される。
- デザインは前田真宏[29]。前田はバニラが好みではなかったため、イマジネーションが湧かなかったという[29]。
- 企画段階では「バニラ2世」という名称候補があった[30]。

## 『ウルトラマントリガー NEW GENERATION TIGA』に登場するバニラ
特撮テレビドラマ『ウルトラマントリガー NEW GENERATION TIGA』第21話「悪魔がふたたび」に登場。
第20話で登場したバリガイラーの電撃の影響により、シズマ財団遺伝学研究センターにて保管・調査されていた3億5,000年前の遺物のカプセルに入っていた赤色の液状生命体が活性化してアボラスとともに蘇った「赤い悪魔」。口先から吐く強力な火炎が武器。古代書には、「悪戯に殺すと毒の血（毒素）を撒き散らして土や川を汚染して都を滅ぼすため生きたまま封印した」と記されていたうえ、バニラの炎がアボラスの溶解泡を取り除くことが可能なことも記されていた。
市街地にてアボラスと激戦を繰り広げるが、トリガーダークのダークゼペリオン光線で爆散した直後にグリッタートリガーエタニティの浄化光線で包み込まれ、清らかな光の粒子に変換されて霧散した。
- スーツアクター：梶川賢司
- スーツは、近年の『ウルトラマンフェスティバル』などに展示されていたものが用いられており[34]、本話の撮影に使用するために途中から展示されなくなった[35]。

## その他の作品に登場するバニラ
- 映像作品
  - 映画『新世紀ウルトラマン伝説』では、パワードバニラが登場（映像は『パワード』からの流用）。
  - 映画『大怪獣バトル ウルトラ銀河伝説 THE MOVIE』では、百体怪獣ベリュドラの首を構成する怪獣の1体となっている[36]。
  - 『ウルトラマン列伝』第21話でウルトラマンゼロが解説するエンペラ星人が、光の国を襲撃したウルトラ大戦争時に引き連れていた怪獣軍団の中に新たに姿が追加されている。
  - 『ウルトラマンX』第1話では、冒頭のロシアに出現し、アボラスと戦いを繰り広げる。身長・体重は原典と同じ[37][38]。スーツは、2014年の『円谷英二 特撮の軌跡展』の際に制作されたものが使用されている[39]。
- 映像作品以外
  - 漫画『ウルトラマンSTORY 0』では、アボラスと共に第36話・第37話に登場。その後、第39話・第40話にジェロニモンが蘇らせた再生怪獣の1体としても登場。
  - ゲーム『大怪獣バトル』では、第4弾と拡張第1弾に技カードとして登場。スキルは「赤い悪魔」で、効果は「3ラウンドのあいだ、こうげきが『こうねつ』こうげきになる」。第4弾の方はアボラスのカードと背景がつながっているほか、拡張カードはコンボマークも対になっている。

## 関連怪獣
- アボラス
- 赤色昼型宇宙人 スタンデル星人レドル - バニラがモチーフである[40]。